# Borislav Pavlov
Borislav Pavlov (Bulgaars: Борислав Павлов) (Sofia, 6 januari 1978) is een Bulgaars voetballer die voor Vichren Sandanski speelt. Hij is een middenvelder.

## Carrière
| Seizoen        | Club              | Land      | Competitie | Wed. | Goals |
| -------------- | ----------------- | --------- | ---------- | ---- | ----- |
| 2002-2003      | CSKA Sofia        | Bulgarije | Grupa A    | -    | -     |
| 2003-2005      | Spartak Pleven    | Bulgarije | Grupa A    | 75   | 6     |
| 2006-2008      | Slavia Sofia      | Bulgarije | Grupa A    | 52   | 3     |
| 2009           | Vichren Sandanski | Bulgarije | Grupa A    | -    | -     |
| Totaal         | Totaal            | Totaal    | Totaal     | 127  | 9     |
| Bijgewerkt tot | 30 april 2008     |           |            |      |       |